# Helochares
Helochares är ett släkte av skalbaggar som beskrevs av Étienne Mulsant 1844. Helochares ingår i familjen palpbaggar.
Kladogram enligt Catalogue of Life och Dyntaxa:
| Helochares | \| \| Helochares abbreviatus \| \| \| \| \| \| Helochares maculicollis \| \| \| \| \| \| Helochares mundus \| \| \| \| \| \| Helochares normatus \| \| \| \| \| \| Helochares obscurus \| \| \| \| \| \| Helochares punctatus \| \| \| \| \| \| Helochares sallaei \| \| \| \| |
|            | \| \| Helochares abbreviatus \| \| \| \| \| \| Helochares maculicollis \| \| \| \| \| \| Helochares mundus \| \| \| \| \| \| Helochares normatus \| \| \| \| \| \| Helochares obscurus \| \| \| \| \| \| Helochares punctatus \| \| \| \| \| \| Helochares sallaei \| \| \| \| |
|            | Helochares abbreviatus |
|            | |
|            | Helochares maculicollis |
|            | |
|            | Helochares mundus |
|            | |
|            | Helochares normatus |
|            | |
|            | Helochares obscurus |
|            | |
|            | Helochares punctatus |
|            | |
|            | Helochares sallaei |
|            | |

## Bildgalleri

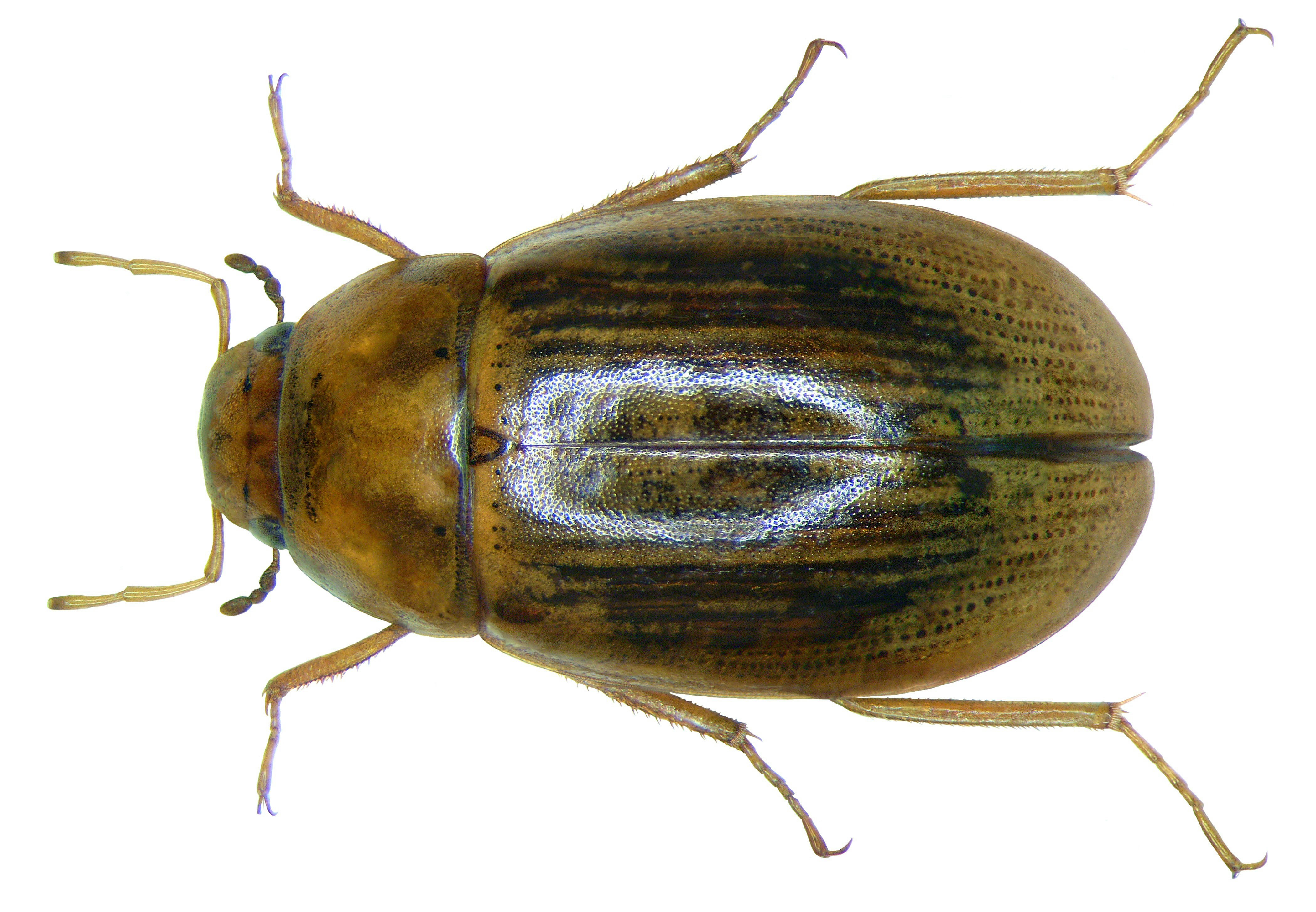
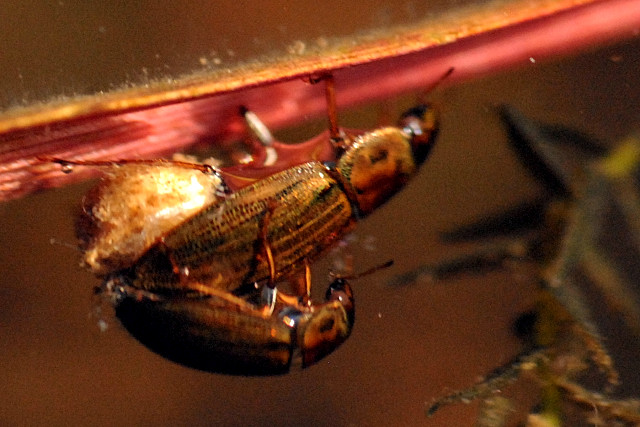